# Musée d'art Sara-Hildén
Le musée d'art Sara-Hildén (finnois : Sara Hildénin taidemuseo) est un musée d'art  situé dans le quartier de Särkänniemi à Tampere en Finlande.

## Présentation
Sara Hildén (fi), dont le musée porte le nom, était une entrepreneuse dans l'industrie du vêtement et une grande amatrice d'art, qui a acquis de son vivant une vaste collection d'art finlandais et international. 
Le musée d'art est actuellement entretenu par la ville de Tampere et la collection d'art contemporain appartenant à la Fondation Sara Hildén y est hébergée en permanence. 
La collection du musée se concentre sur l'art des années 1960 et 1970.
Le musée est ouvert toute l'année et est accessible aux personnes handicapées physiques.
Le bâtiment du musée est entouré d'un parc de sculptures.

## Collections
Le musée abrite la collection d'art de la fondation Sara-Hildén, fondée en 1962. À cette époque, Sara Hildén a fait don des œuvres d'art qu'elle possédait à la fondation qui porte son nom.
Le cœur de la collection est constitué des premières peintures d'Erik Enroth, de 1945 à 1963.
La collection de la Fondation Sara Hildén se compose de peintures, sculptures, dessins et graphiques finlandais et étrangers, et constitue l'une des collections d'art moderne les plus vastes et les plus importantes de Finlande. 
La fondation continue d'augmenter la collection et stocke ses acquisitions au Musée d'Art Sara Hildén. Actuellement, la collection comprend environ 4 600 œuvres et la collection d'art du graphiste Pentti Kaskipuro, a été reçue sous forme de don testamentaire.

## Expositions
Le musée organise des expositions temporaires. Souvent pendant l'été, les œuvres de la collection de la Fondation Sara Hildén sont exposées, des classiques du modernisme aux dernières acquisitions. Le programme d'exposition comprend également des présentations d'art contemporain finlandais et surtout des projections de haut niveau d'art moderne international et d'art contemporain. La préparation à la recherche d'expositions, les activités de publication et l'éducation artistique destinée aux enfants et aux jeunes sont les domaines opérationnels centraux du musée.
Les expositions les plus populaires
- Ron Mueck : 115 119 visiteurs en 2016 (durée de l'exposition 4 mois)[2].

- Exposition inaugurale : 105 275 visiteurs en 1979-1980 (11 mois)[3]

- Andy Warhol : 42 000 visiteurs en 2014 (2 mois)[4].

## Histoire
L'accord entre la ville de Tampere et la Fondation Sara-Hildén pour la création du musée a été signé en 1975. Le musée a ouvert ses portes au public en février 1979.
Le bâtiment du musée a été conçu par le cabinet d'architectes Pekka Ilveskoski.
Un projet de nouveau bâtiment du musée d'art Sara-Hildén situé au centre de Tampere, dans le quartier de l'usine Finlayson, sur la place entre l'ancien siège de l'usine et le palais Finlayson a fait l'objet d'un concours d'architectes. 
Le concours international d'architectes pour le nouveau bâtiment a reçu 472 propositions et a été remporté en 2021 par l'architecte Janne Hovi avec sa proposition Lumen valo.
En janvier 2024, il a été signalé que le musée ne déménagerait pas à Finlayson mais resterait dans ses locaux de Särkänniemi.

## Galerie

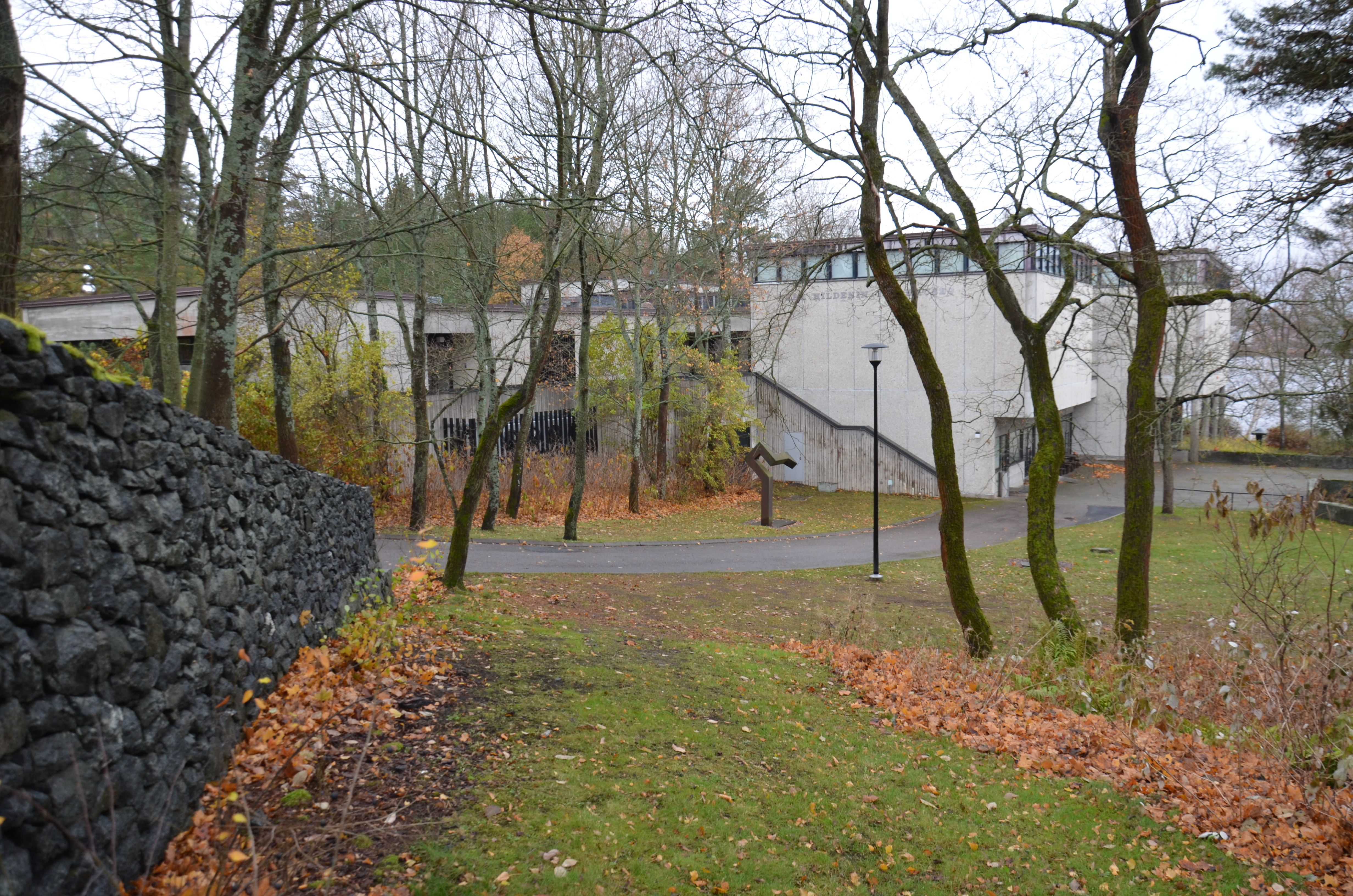
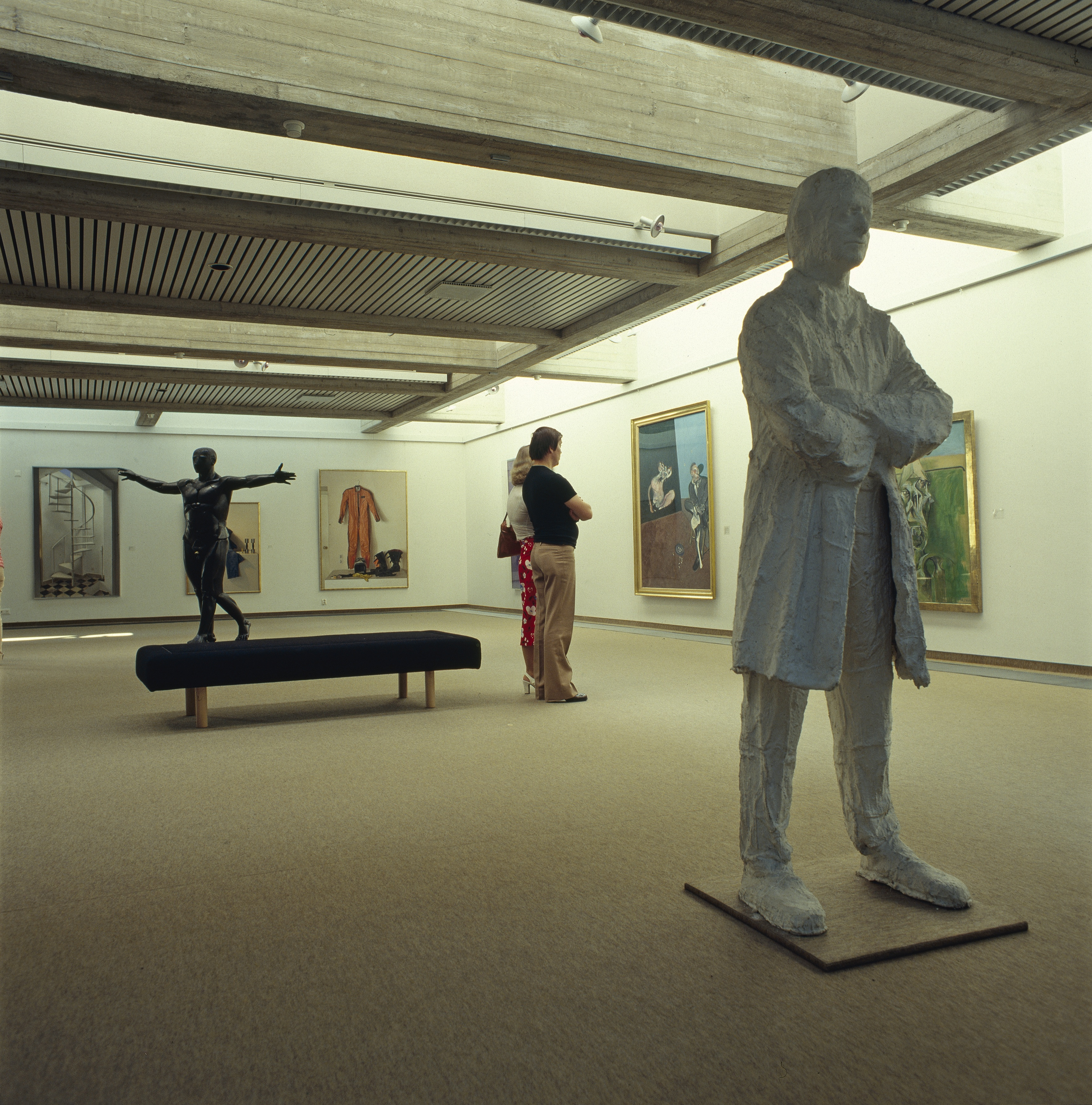
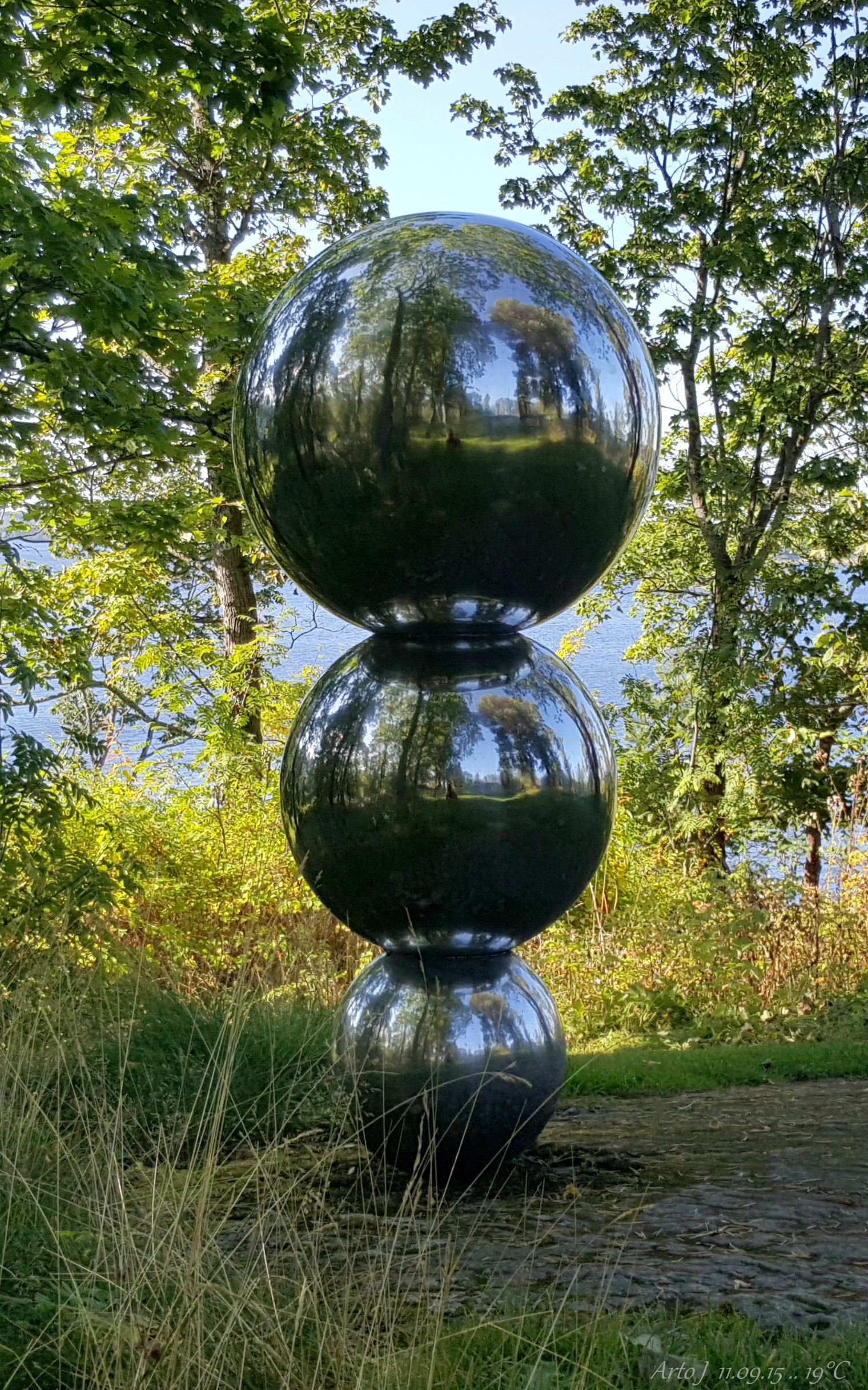
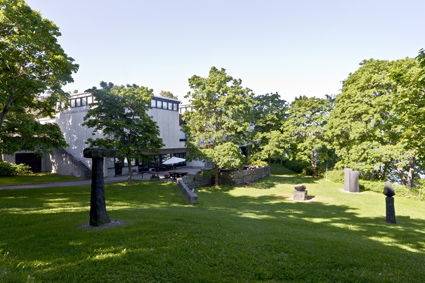